# Erythroxylum lindemanii
Erythroxylum lindemanii är en tvåhjärtbladig växtart som beskrevs av T. Plowman. Erythroxylum lindemanii ingår i släktet Erythroxylum och familjen Erythroxylaceae. Inga underarter finns listade i Catalogue of Life.